# 济阳镇
济阳镇，是中华人民共和国河南省商丘市夏邑县下辖的一个乡镇级行政单位。

## 行政区划
济阳镇下辖以下地区：
济东村、济西村、济北村、刘铺村、田道口村、刘岗楼村、朱菜园村、陆楼村、王大庄村、薛楼村、彭楼村、刘大楼村、张阁村、胡楼村、王双楼村、军李楼村、袁东村、袁西村、大刁庄村、丁楼村、刘贾庄村、杨楼村、刁楼村、段庄村、八里北村、八里南村和娄庄村。